# Friedensgericht Rietberg
Das Friedensgericht Rietberg war ein Friedensgericht des Königreichs Westphalen mit Sitz in Rietberg.

## Geschichte
In Rietberg bestand das Stadtgericht Rietberg. 1806 wurde die Grafschaft Rietberg mediatisiert und kam an das Königreich Westphalen. Dort wurde 1808 ein Friedensgericht Rietberg eingerichtet (siehe auch Justizwesen im Königreich Westphalen). Dieses hatte seinen Sitz im Rathaus und war für den Kanton Rietberg zuständig. Übergeordnet war das Distriktgericht Paderborn für den Distrikt Paderborn.
Nach dem Zusammenbruch der französischen Herrschaft 1814 kam das Gebiet zu Preußen. Aloys von Kaunitz-Rietberg erhielt aber die Stellung eines Standesherren, wozu auch die Gerichtsbarkeit gehörte. Diese wurde durch das fürstlich kaunitzsche Land- und Stadtgericht Rietberg wahrgenommen. Dieses war dem Oberlandesgericht Paderborn zugeordnet.

## Richter
Friedensrichter in Rietberg wurde Benedikt Pelizaeus, der nach der Franzosenzeit Präsident des Land- und Stadtgerichts Rietberg wurde.